# Kurt Schröder (Mediziner)
Kurt Schröder (* 23. Juli 1902 in Duisburg; † 27. September 1979 in Erfurt) war ein deutscher Hals-Nasen-Ohren-Arzt. Er wirkte von 1959 bis 1967 als Professor und Klinikdirektor an der Medizinischen Akademie Erfurt, an der er darüber hinaus von 1963 bis 1965 als Rektor fungierte.

## Leben und Wirken

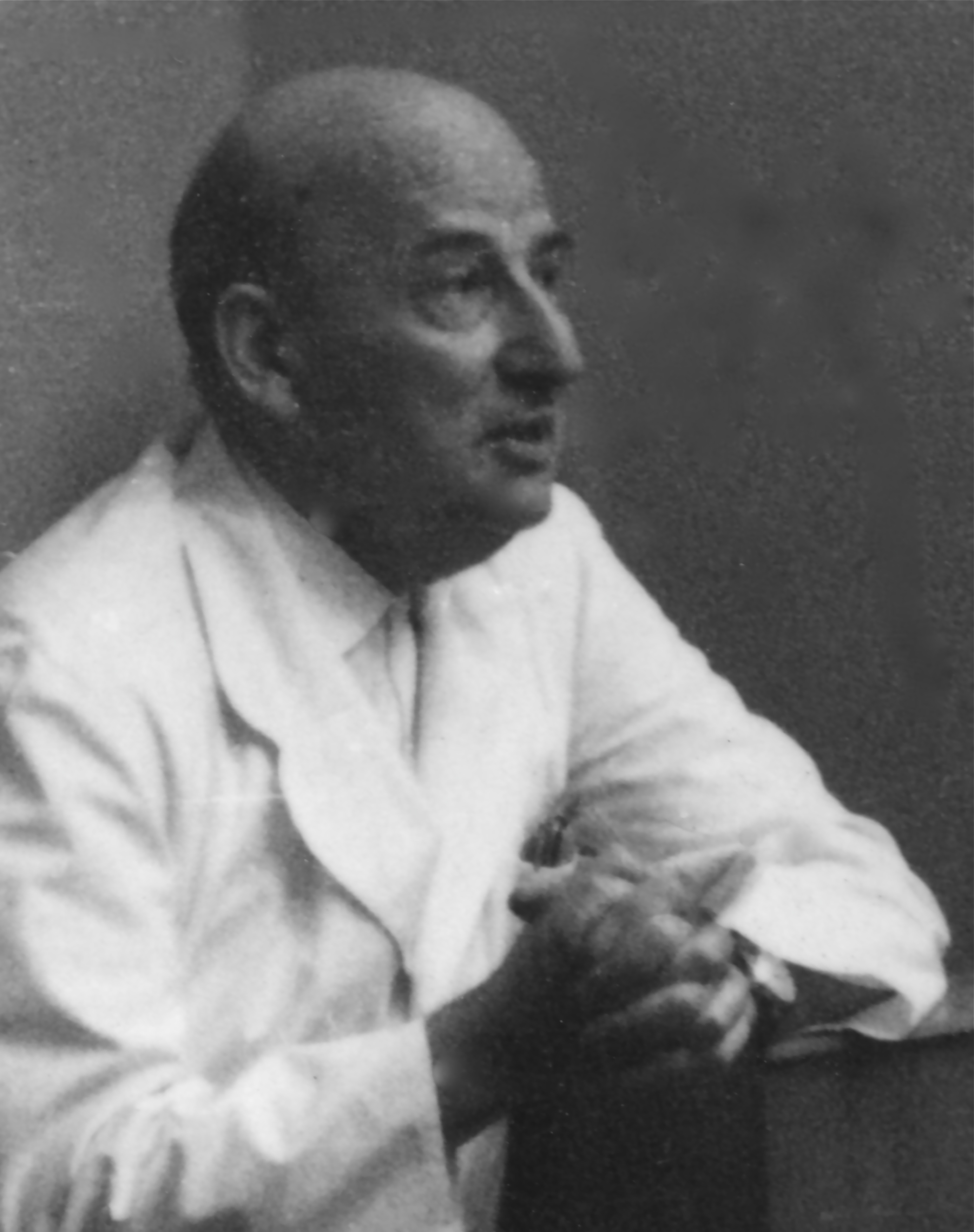
Kurt Schröder 1960

Schröder wuchs in Duisburg auf und legte dort die Reifeprüfung ab. Nach dem Studium der Medizin von 1920 bis 1926 in Kiel, Tübingen und Köln wurde er 1927 promoviert. Kurt Schröder erhielt seine Ausbildung als HNO-Arzt bei Wilhelm Lange an der Universität Leipzig. 1932 ließ er sich als Facharzt für Hals-Nasen-Ohren-Krankheiten in Leipzig nieder, wo er 20 Jahre lang eine bedeutende und angesehene Praxis betrieb. Im Jahr 1937 trat er der NSDAP bei.
1952 wechselte er an das Krankenhaus Dresden-Friedrichstadt als Chefarzt der Hals-Nasen-Ohren-Klinik, die er bis 1959 leitete. Während dieser Zeit erlangte er 1956 an der Universität Leipzig unter Woldemar Tonndorf (1887–1957) die Habilitation. 1959 wurde er zum Direktor der HNO-Klinik der Medizinischen Akademie Erfurt berufen und 1961 Professor mit Lehrstuhl. An dieser großen und modernen Klinik war Schröder bis zu seiner Emeritierung 1967 tätig und fungierte von 1963 bis 1965 in Nachfolge des Pathologen Harry Güthert als Rektor der Hochschule. In diese Amtsperiode fielen die Feierlichkeiten zum 10-jährigen Bestehen der Medizinischen Akademie. Schröder  führte die jährlichen Wissenschaftlichen Studentenkonferenzen ein, auch die Errichtung des Studentenklubs "Zur Engelsburg" und des Sportzentrums der MAE auf dem Erfurter Petersberg sind nicht zuletzt seiner Unterstützung zu verdanken.
Kurt Schröder war Träger des Vaterländischen Verdienstordens in Bronze, der Verdienstmedaille der DDR, der Hufeland-Medaille in Gold sowie des Titels Obermedizinalrat. Am Tage des zehnjährigen Bestehens der MAE erhielt er 1964 die Plakette “Für besondere Verdienste um die Medizinische Akademie Erfurt” verliehen.
Schröder verfügte über außergewöhnliche operative Fähigkeiten. Wissenschaftlich widmete er sich insbesondere der Histologie des Felsenbeins, der Audiometrie, der Lärmschwerhörigkeit und der Mikrochirurgie des Ohres. 50 wissenschaftliche Veröffentlichungen, darunter zwei Handbuchbeiträge, sind seiner Feder zu verdanken.
Ein Höhepunkt im Leben von Kurt Schröder war seine Teilnahme an der 600-Jahr-Feier der Universität Wien 1965. Aufgrund der Stiftungsurkunde der einstigen Alma mater Erfordiensis aus dem Jahre 1379 durfte Schröder an der Spitze aller Vertreter von Hochschulen des deutschen Sprachraums stehen.
Schröder war verheiratet und Vater von fünf Kindern.

## Schriften (Auswahl)
- Kurt Schröder: Hals-Nasen-Ohrenärztliche Praxis: Ausgewählte Vorträge aus einem Fortbildungslehrgang im Oktober 1962. Schriftenreihe der ärztlichen Fortbildung, Band 27, Verlag Volk und Gesundheit, 1964
- Kurt Schröder: Besserhören im Dunkeln. HNO-Wegweiser 6 (1958), 120–122
- Kurt Schröder: Vertebral ausgelöstes Syndrom von Lermoyez. HNO 4 (1954), 135–137